# Sicilijanski jezik
Sicilijanski jezik (ISO 639-3: scn; sicilski, kalabro-sicilski, sicilianu, siculu), jezik šire italo-dalmatske skupine koji se služe Sicilijanci, a govori se na otoku Siciliji pred talijanskom obalom. Govori ga oko 4 830 000 ljudi (2000. godine). ljudi (2000 WCD), a postoji nekoliko dijalekata: zapadnosicilski (Palermo, Trapani), središnji metafonetica, jugoistočni metafonetica, istočni nonmetafonetica, mesinski (provincija Messina), isole eolie (Eolski otoci u tirenskom moru), pantesco (otok Pantelleria), salentinski (Apulija) ennaski (provincija Enna) i južnokalabrijski za koji se također kaže da mu je dijalekt. Ime dolazi po prastanovnicima Sikulima . 

## Vanjske poveznice
- Ethnologue (14th)
- Ethnologue (15th)